# 賴氏杜父魚
賴氏杜父魚，為輻鰭魚綱鮋形目杜父魚亞目杜父魚科杜父魚屬的其中一種。該物種分布於亞洲日本的淡水流域，為底棲性魚類，體長可達12公分。

## 扩展阅读
維基物種上的相關：賴氏杜父魚